# Liste der Nummer-eins-Hits in der Schweiz (2019)
Dies ist eine Liste der Nummer-eins-Hits in der Schweiz im Jahr 2019. Sie basiert auf den Top 100 Singles und Top 100 Alben der offiziellen Schweizer Hitparade. Die Singlecharts werden jeweils am Sonntag nach Ende der Verkaufswoche veröffentlicht. Die Albumcharts tragen dasselbe Charteintrittsdatum, sie werden aber erst am Mittwoch darauf bekanntgegeben.

## Singles
| ← 2018 ← | Liste der Nummer-eins-Hits in der Schweiz | Liste der Nummer-eins-Hits in der Schweiz | Liste der Nummer-eins-Hits in der Schweiz | 2020 → |
| \| Zeitraum \| Wo. ges. \| Interpret \| Titel Autor(en) \| Zusätzliche Informationen \| \| (Zeitraum, Wochen auf Platz eins, Interpret, Titel, Autor[en], zusätzliche Informationen) \| \| \| \| \| \| ----------------------------------------------------------------------------------------- \| -------- \| ---------------------------------------- \| ----------------------------------------------------------------------------------------------------------------------------------------------------------------------- \| ---------------------------------------------------------------------------------------------------------------------------------------------------------------------------------------------------------------------------------------------------------- \| \| 30. Dezember 2018 – 5. Januar 2019 1 Woche (insgesamt 22) \| 22 \| Mariah Carey \| All I Want for Christmas Is You Walter N. Afanasieff, Mariah Carey \| 12 Jahre nach erstmaligem Charteintritt steigt das Lied in vielen Ländern auf eine neue Höchstposition und in einigen, wie der Schweiz, auf Platz eins. \| \| 6. Januar 2019 – 19. Januar 2019 2 Wochen (insgesamt 8) \| 8 \| Ava Max \| Sweet but Psycho Ava Max, William Lobban Bean, Andreas Andersen Haukeland, Madison Love, Henry Walter \| – \| \| 20. Januar 2019 – 26. Januar 2019 1 Woche \| 1 \| Shindy \| Dodi Michael Schindler, Nico Chiara, Ozan Yildirim \| Neben den deutschen Singlecharts erreicht der Rapper auch in der Schweiz das erste Mal die Spitzenposition. \| \| 27. Januar 2019 – 2. Februar 2019 1 Woche \| 1 \| Ariana Grande \| 7 Rings Ariana Grande, Charles Anderson, Kimberly Krysiuk, Michael Foster, Njomza Vitia, Oscar Hammerstein II, Richard Rodgers, Tayla Parx, Tommy Brown, Victoria Monét \| Für Grande ist es der erste Nummer-eins-Erfolg in der Schweizer Hitparade. \| \| 3. Februar 2019 – 9. Februar 2019 1 Woche \| 1 \| Capital Bra \| Prinzessa Vladislav Balovatsky, Vincent Stein, Konstantin Scherer \| – \| \| 10. Februar 2019 – 16. Februar 2019 1 Woche (insgesamt 8) \| 8 \| Ava Max \| Sweet but Psycho Ava Max, William Lobban Bean, Andreas Andersen Haukeland, Madison Love, Henry Walter \| – \| \| 17. Februar 2019 – 23. Februar 2019 1 Woche \| 1 \| Eno feat. Mero \| Ferrari Ensar Albayrak, Adulis Ghebreyesus, Gökhan Güler, Enes Meral \| – \| \| 24. Februar 2019 – 2. März 2019 1 Woche (insgesamt 8) \| 8 \| Ava Max \| Sweet but Psycho Ava Max, William Lobban Bean, Andreas Andersen Haukeland, Madison Love, Henry Walter \| – \| \| 3. März 2019 – 23. März 2019 3 Wochen (insgesamt 10) \| 10 \| Lady Gaga & Bradley Cooper \| Shallow Lady Gaga, Andrew Wyatt, Anthony Rossomando, Mark Ronson \| Mit mehr als neun Wochen an der Spitze der Schweizer Hitparade erzielt Lady Gaga mit Shallow ihren am längsten an der Spitze platzierten Song. Zuvor platzierten sich die Lieder Poker Face und Born This Way jeweils acht und zwei Wochen auf Platz eins. \| \| 24. März 2019 – 30. März 2019 1 Woche \| 1 \| Capital Bra feat. Samra \| Wir ticken Vladislav Balovatsky, Hussein Akkouche, Konstantin Scherer, Vincent Stein \| – \| \| 31. März 2019 – 6. April 2019 1 Woche \| 1 \| Capital Bra \| Cherry Lady Vladislav Balovatsky, Dieter Bohlen, Lennard Oestmann \| – \| \| 7. April 2019 – 13. April 2019 1 Woche \| 1 \| Rammstein \| Deutschland Richard Z. Kruspe, Paul Landers, Till Lindemann, Christian Lorenz, Oliver Riedel, Christoph Schneider \| Zum ersten Mal in ihrer 25-jährigen Bandgeschichte erreicht die Gruppe die Spitze der Schweizer Hitparade. \| \| 14. April 2019 – 20. April 2019 1 Woche \| 1 \| Samra \| Harami Hussein Akkouche, Konstantinos Tzikas, Vincent Stein, Konstantin Scherer, Lukas Moeller \| – \| \| 21. April 2019 – 27. April 2019 1 Woche \| 1 \| Capital Bra feat. Summer Cem & KC Rebell \| Rolex Vladislav Balovatsky, Hüseyin Kökseçen, Cem Toraman, Konstantin Scherer, Vincent Stein \| – \| \| 28. April 2019 – 18. Mai 2019 3 Wochen (insgesamt 5) \| 5 \| Lil Nas X \| Old Town Road Montero Hill, Trent Reznor, Atticus Ross \| – \| \| 19. Mai 2019 – 25. Mai 2019 1 Woche \| 1 \| Ed Sheeran & Justin Bieber \| I Don’t Care Ed Sheeran, Justin Bieber, Max Martin, Shellback, Jason Boyd, Fred Gibson \| – \| \| 26. Mai 2019 – 15. Juni 2019 3 Wochen \| 3 \| Luca Hänni \| She Got Me Frazer Mac, Jenson Vaughan, Jon Hällgren, Laurell Barker, Luca Hänni, Lukas Hällgren \| Mit diesem Song belegte die Schweiz beim ESC in Tel Aviv den 4. Platz, das beste Resultat des Landes seit 1993. Für Luca Hänni ist dies nach dem DSDS-Siegersong Don’t Think About Me 2012 der zweite Nummer-eins-Hit in seiner Schweizer Heimat. \| \| 16. Juni 2019 – 29. Juni 2019 2 Wochen (insgesamt 5) \| 5 \| Lil Nas X \| Old Town Road Montero Hill, Trent Reznor, Atticus Ross \| – \| \| 30. Juni 2019 – 6. Juli 2019 1 Woche \| 1 \| Capital Bra & Samra \| Tilidin Vladislav Balovatsky, Konstantinos Tzikas, Hussein Akkouche, Konstantin Scherer, Vincent Stein \| Für Capital Bra ist es bereits der sechste, für Samra der dritte Nummer-eins-Hit in der Schweizer Hitparade. \| \| 7. Juli 2019 – 14. September 2019 10 Wochen \| 10 \| Shawn Mendes & Camila Cabello \| Señorita Shawn Mendes, Camila Cabello, Andrew Wotman, Benjamin Levin, Ali Tamposi, Charlotte Emma Aitchison, Jack Patterson, Magnus August Høiberg \| – \| \| 15. September 2019 – 28. Dezember 2019 15 Wochen (insgesamt 20) \| 20 \| Tones and I \| Dance Monkey Toni Watson \| – \| \| 29. Dezember 2019 – 4. Januar 2020 1 Woche (insgesamt 22) \| 22 \| Mariah Carey \| All I Want for Christmas Is You Walter N. Afanasieff, Mariah Carey \| – \| |                                           |                                           | | |
| ← 2018 |                                           |                                           | | → 2020 → |
| Zeitraum | Wo. ges.                                  | Interpret                                 | Titel Autor(en) | Zusätzliche Informationen |
| (Zeitraum, Wochen auf Platz eins, Interpret, Titel, Autor[en], zusätzliche Informationen) |                                           |                                           | | |
| 30. Dezember 2018 – 5. Januar 2019 1 Woche (insgesamt 22) | 22                                        | Mariah Carey                              | All I Want for Christmas Is You Walter N. Afanasieff, Mariah Carey | 12 Jahre nach erstmaligem Charteintritt steigt das Lied in vielen Ländern auf eine neue Höchstposition und in einigen, wie der Schweiz, auf Platz eins. |
| 6. Januar 2019 – 19. Januar 2019 2 Wochen (insgesamt 8) | 8                                         | Ava Max                                   | Sweet but Psycho Ava Max, William Lobban Bean, Andreas Andersen Haukeland, Madison Love, Henry Walter                                                                   | – |
| 20. Januar 2019 – 26. Januar 2019 1 Woche | 1                                         | Shindy                                    | Dodi Michael Schindler, Nico Chiara, Ozan Yildirim | Neben den deutschen Singlecharts erreicht der Rapper auch in der Schweiz das erste Mal die Spitzenposition. |
| 27. Januar 2019 – 2. Februar 2019 1 Woche | 1                                         | Ariana Grande                             | 7 Rings Ariana Grande, Charles Anderson, Kimberly Krysiuk, Michael Foster, Njomza Vitia, Oscar Hammerstein II, Richard Rodgers, Tayla Parx, Tommy Brown, Victoria Monét | Für Grande ist es der erste Nummer-eins-Erfolg in der Schweizer Hitparade. |
| 3. Februar 2019 – 9. Februar 2019 1 Woche | 1                                         | Capital Bra                               | Prinzessa Vladislav Balovatsky, Vincent Stein, Konstantin Scherer | – |
| 10. Februar 2019 – 16. Februar 2019 1 Woche (insgesamt 8) | 8                                         | Ava Max                                   | Sweet but Psycho Ava Max, William Lobban Bean, Andreas Andersen Haukeland, Madison Love, Henry Walter                                                                   | – |
| 17. Februar 2019 – 23. Februar 2019 1 Woche | 1                                         | Eno feat. Mero                            | Ferrari Ensar Albayrak, Adulis Ghebreyesus, Gökhan Güler, Enes Meral | – |
| 24. Februar 2019 – 2. März 2019 1 Woche (insgesamt 8) | 8                                         | Ava Max                                   | Sweet but Psycho Ava Max, William Lobban Bean, Andreas Andersen Haukeland, Madison Love, Henry Walter                                                                   | – |
| 3. März 2019 – 23. März 2019 3 Wochen (insgesamt 10) | 10                                        | Lady Gaga & Bradley Cooper                | Shallow Lady Gaga, Andrew Wyatt, Anthony Rossomando, Mark Ronson | Mit mehr als neun Wochen an der Spitze der Schweizer Hitparade erzielt Lady Gaga mit Shallow ihren am längsten an der Spitze platzierten Song. Zuvor platzierten sich die Lieder Poker Face und Born This Way jeweils acht und zwei Wochen auf Platz eins. |
| 24. März 2019 – 30. März 2019 1 Woche | 1                                         | Capital Bra feat. Samra                   | Wir ticken Vladislav Balovatsky, Hussein Akkouche, Konstantin Scherer, Vincent Stein                                                                                    | – |
| 31. März 2019 – 6. April 2019 1 Woche | 1                                         | Capital Bra                               | Cherry Lady Vladislav Balovatsky, Dieter Bohlen, Lennard Oestmann | – |
| 7. April 2019 – 13. April 2019 1 Woche | 1                                         | Rammstein                                 | Deutschland Richard Z. Kruspe, Paul Landers, Till Lindemann, Christian Lorenz, Oliver Riedel, Christoph Schneider                                                       | Zum ersten Mal in ihrer 25-jährigen Bandgeschichte erreicht die Gruppe die Spitze der Schweizer Hitparade. |
| 14. April 2019 – 20. April 2019 1 Woche | 1                                         | Samra                                     | Harami Hussein Akkouche, Konstantinos Tzikas, Vincent Stein, Konstantin Scherer, Lukas Moeller                                                                          | – |
| 21. April 2019 – 27. April 2019 1 Woche | 1                                         | Capital Bra feat. Summer Cem & KC Rebell  | Rolex Vladislav Balovatsky, Hüseyin Kökseçen, Cem Toraman, Konstantin Scherer, Vincent Stein                                                                            | – |
| 28. April 2019 – 18. Mai 2019 3 Wochen (insgesamt 5) | 5                                         | Lil Nas X                                 | Old Town Road Montero Hill, Trent Reznor, Atticus Ross | – |
| 19. Mai 2019 – 25. Mai 2019 1 Woche | 1                                         | Ed Sheeran & Justin Bieber                | I Don’t Care Ed Sheeran, Justin Bieber, Max Martin, Shellback, Jason Boyd, Fred Gibson                                                                                  | – |
| 26. Mai 2019 – 15. Juni 2019 3 Wochen | 3                                         | Luca Hänni                                | She Got Me Frazer Mac, Jenson Vaughan, Jon Hällgren, Laurell Barker, Luca Hänni, Lukas Hällgren                                                                         | Mit diesem Song belegte die Schweiz beim ESC in Tel Aviv den 4. Platz, das beste Resultat des Landes seit 1993. Für Luca Hänni ist dies nach dem DSDS-Siegersong Don’t Think About Me 2012 der zweite Nummer-eins-Hit in seiner Schweizer Heimat.          |
| 16. Juni 2019 – 29. Juni 2019 2 Wochen (insgesamt 5) | 5                                         | Lil Nas X                                 | Old Town Road Montero Hill, Trent Reznor, Atticus Ross | – |
| 30. Juni 2019 – 6. Juli 2019 1 Woche | 1                                         | Capital Bra & Samra                       | Tilidin Vladislav Balovatsky, Konstantinos Tzikas, Hussein Akkouche, Konstantin Scherer, Vincent Stein                                                                  | Für Capital Bra ist es bereits der sechste, für Samra der dritte Nummer-eins-Hit in der Schweizer Hitparade. |
| 7. Juli 2019 – 14. September 2019 10 Wochen | 10                                        | Shawn Mendes & Camila Cabello             | Señorita Shawn Mendes, Camila Cabello, Andrew Wotman, Benjamin Levin, Ali Tamposi, Charlotte Emma Aitchison, Jack Patterson, Magnus August Høiberg                      | – |
| 15. September 2019 – 28. Dezember 2019 15 Wochen (insgesamt 20) | 20                                        | Tones and I                               | Dance Monkey Toni Watson | – |
| 29. Dezember 2019 – 4. Januar 2020 1 Woche (insgesamt 22) | 22                                        | Mariah Carey                              | All I Want for Christmas Is You Walter N. Afanasieff, Mariah Carey | – |

## Alben
| ← 2018 ← | Liste der Nummer-eins-Hits in der Schweiz | Liste der Nummer-eins-Hits in der Schweiz | Liste der Nummer-eins-Hits in der Schweiz | 2020 → |
| \| Zeitraum \| Wo. ges. \| Interpret \| Titel \| Zusätzliche Informationen \| \| (Zeitraum, Wochen auf Platz eins, Interpret, Titel, zusätzliche Informationen) \| \| \| \| \| \| ------------------------------------------------------------------------------ \| -------- \| -------------------------- \| ---------------------------------------- \| ------------------------------------------------------------------------------------------------------------------------------------------------------------ \| \| 23. Dezember 2018 – 5. Januar 2019 2 Wochen (insgesamt 5) \| 5 \| Johnny Hallyday \| Mon pays c’est l’amour \| – \| \| 6. Januar 2019 – 26. Januar 2019 3 Wochen (insgesamt 5) \| 5 \| Lady Gaga & Bradley Cooper \| A Star Is Born (Soundtrack) \| – \| \| 27. Januar 2019 – 2. Februar 2019 1 Woche \| 1 \| Anna Rossinelli \| White Garden \| – \| \| 3. Februar 2019 – 9. Februar 2019 1 Woche \| 1 \| Backstreet Boys \| DNA \| – \| \| 10. Februar 2019 – 16. Februar 2019 1 Woche \| 1 \| Sina \| Emma \| – \| \| 17. Februar 2019 – 23. Februar 2019 1 Woche \| 1 \| Kool Savas \| KKS \| – \| \| 24. Februar 2019 – 2. März 2019 1 Woche \| 1 \| Kunz \| Förschi \| – \| \| 3. März 2019 – 9. März 2019 1 Woche \| 1 \| Dream Theater \| Distance over Time \| – \| \| 10. März 2019 – 16. März 2019 1 Woche (insgesamt 5) \| 5 \| Lady Gaga & Bradley Cooper \| A Star Is Born (Soundtrack) \| – \| \| 17. März 2019 – 23. März 2019 1 Woche \| 1 \| Les Enfoirés \| Le monde des Enfoirés \| – \| \| 24. März 2019 – 30. März 2019 1 Woche \| 1 \| Mero \| Ya Hero Ya Mero \| – \| \| 31. März 2019 – 6. April 2019 1 Woche \| 1 \| Stefanie Heinzmann \| All We Need Is Love \| Für die Sängerin aus Visp ist dies nach Masterplan das zweite Nummer-eins-Album in ihrer Schweizer Heimat \| \| 7. April 2019 – 13. April 2019 1 Woche \| 1 \| Billie Eilish \| When We All Fall Asleep, Where Do We Go? \| – \| \| 14. April 2019 – 20. April 2019 1 Woche \| 1 \| Andrea Berg \| Mosaik \| – \| \| 21. April 2019 – 27. April 2019 1 Woche \| 1 \| PNL \| Deux frères \| – \| \| 28. April 2019 – 4. Mai 2019 1 Woche \| 1 \| KC Rebell \| Hasso \| – \| \| 5. Mai 2019 – 11. Mai 2019 1 Woche \| 1 \| Pink \| Hurts 2B Human \| – \| \| 12. Mai 2019 – 18. Mai 2019 1 Woche \| 1 \| Amon Amarth \| Berserker \| – \| \| 19. Mai 2019 – 25. Mai 2019 1 Woche \| 1 \| Calimeros \| Endlos Liebe \| – \| \| 26. Mai 2019 – 1. Juni 2019 1 Woche (insgesamt 2) \| 2 \| Rammstein \| Unbetitelt \| – \| \| 2. Juni 2019 – 15. Juni 2019 2 Wochen \| 2 \| Patent Ochsner \| Cut Up \| – \| \| 16. Juni 2019 – 22. Juni 2019 1 Woche (insgesamt 2) \| 2 \| Rammstein \| Unbetitelt \| – \| \| 23. Juni 2019 – 29. Juni 2019 1 Woche \| 1 \| Bruce Springsteen \| Western Stars \| – \| \| 30. Juni 2019 – 6. Juli 2019 1 Woche \| 1 \| Beatrice Egli \| Natürlich! \| Zum fünften Mal steht die Schlagersängerin auf Platz eins der Albumcharts. Damit ist sie die erste Schweizerin, der das in den heimischen Charts gelingt.[1] \| \| 7. Juli 2019 – 13. Juli 2019 1 Woche \| 1 \| Nekfeu \| Les étoiles vagabondes \| – \| \| 14. Juli 2019 – 20. Juli 2019 1 Woche \| 1 \| Semino Rossi \| So ist das Leben \| – \| \| 21. Juli 2019 – 27. Juli 2019 1 Woche \| 1 \| Ed Sheeran \| No.6 Collaborations Project \| – \| \| 28. Juli 2019 – 3. August 2019 1 Woche \| 1 \| Sabaton \| The Great War \| – \| \| 4. August 2019 – 10. August 2019 1 Woche \| 1 \| Die Amigos \| Babylon \| – \| \| 11. August 2019 – 17. August 2019 1 Woche \| 1 \| Volbeat \| Rewind, Replay, Rebound \| – \| \| 18. August 2019 – 7. September 2019 3 Wochen \| 3 \| Gölä & Trauffer \| Büetzer Buebe \| – \| \| 8. September 2019 – 14. September 2019 1 Woche \| 1 \| Lana Del Rey \| Norman Fucking Rockwell! \| – \| \| 15. September 2019 – 21. September 2019 1 Woche \| 1 \| Fantasy \| Casanova \| – \| \| 22. September 2019 – 28. September 2019 1 Woche \| 1 \| Heimweh \| Ärdeschön \| – \| \| 29. September 2019 – 5. Oktober 2019 1 Woche \| 1 \| Stephan Eicher \| Homeless Songs \| – \| \| 6. Oktober 2019 – 12. Oktober 2019 1 Woche \| 1 \| Tommy Vercetti \| No 3 Nächt bis morn \| – \| \| 13. Oktober 2019 – 19. Oktober 2019 1 Woche \| 1 \| Capital Bra & Samra \| Berlin lebt 2 \| – \| \| 20. Oktober 2019 – 26. Oktober 2019 1 Woche \| 1 \| Dada (ante portas) \| Hush! \| – \| \| 27. Oktober 2019 – 2. November 2019 1 Woche \| 1 \| Alter Bridge \| Walk the Sky \| Die US-amerikanische Rockband erreichte erstmals in ihrer Bandgeschichte eine Chartspitze. \| \| 3. November 2019 – 9. November 2019 1 Woche \| 1 \| Die Toten Hosen \| Alles ohne Strom \| – \| \| 10. November 2019 – 16. November 2019 1 Woche \| 1 \| RAF Camora \| Zenit \| – \| \| 17. November 2019 – 23. November 2019 1 Woche \| 1 \| Zucchero Fornaciari \| D.O.C. \| – \| \| 24. November 2019 – 30. November 2019 1 Woche \| 1 \| Céline Dion \| Courage \| – \| \| 1. Dezember 2019 – 7. Dezember 2019 1 Woche (insgesamt 2) \| 2 \| Coldplay \| Everyday Life \| – \| \| 8. Dezember 2019 – 21. Dezember 2019 2 Wochen \| 2 \| Robbie Williams \| The Christmas Present \| – \| \| 22. Dezember 2019 – 28. Dezember 2019 1 Woche \| 1 \| Philipp Fankhauser \| Let Life Flow \| – \| \| 29. Dezember 2019 – 4. Januar 2020 1 Woche \| 1 \| Bushido & Animus \| Carlo Cokxxx Nutten 4 \| – \| |                                           |                                           |                                           | |
| ← 2018 |                                           |                                           |                                           | → 2020 → |
| Zeitraum | Wo. ges.                                  | Interpret                                 | Titel                                     | Zusätzliche Informationen |
| (Zeitraum, Wochen auf Platz eins, Interpret, Titel, zusätzliche Informationen) |                                           |                                           |                                           | |
| 23. Dezember 2018 – 5. Januar 2019 2 Wochen (insgesamt 5) | 5                                         | Johnny Hallyday                           | Mon pays c’est l’amour                    | – |
| 6. Januar 2019 – 26. Januar 2019 3 Wochen (insgesamt 5) | 5                                         | Lady Gaga & Bradley Cooper                | A Star Is Born (Soundtrack)               | – |
| 27. Januar 2019 – 2. Februar 2019 1 Woche | 1                                         | Anna Rossinelli                           | White Garden                              | – |
| 3. Februar 2019 – 9. Februar 2019 1 Woche | 1                                         | Backstreet Boys                           | DNA                                       | – |
| 10. Februar 2019 – 16. Februar 2019 1 Woche | 1                                         | Sina                                      | Emma                                      | – |
| 17. Februar 2019 – 23. Februar 2019 1 Woche | 1                                         | Kool Savas                                | KKS                                       | – |
| 24. Februar 2019 – 2. März 2019 1 Woche | 1                                         | Kunz                                      | Förschi                                   | – |
| 3. März 2019 – 9. März 2019 1 Woche | 1                                         | Dream Theater                             | Distance over Time                        | – |
| 10. März 2019 – 16. März 2019 1 Woche (insgesamt 5) | 5                                         | Lady Gaga & Bradley Cooper                | A Star Is Born (Soundtrack)               | – |
| 17. März 2019 – 23. März 2019 1 Woche | 1                                         | Les Enfoirés                              | Le monde des Enfoirés                     | – |
| 24. März 2019 – 30. März 2019 1 Woche | 1                                         | Mero                                      | Ya Hero Ya Mero                           | – |
| 31. März 2019 – 6. April 2019 1 Woche | 1                                         | Stefanie Heinzmann                        | All We Need Is Love                       | Für die Sängerin aus Visp ist dies nach Masterplan das zweite Nummer-eins-Album in ihrer Schweizer Heimat                                                 |
| 7. April 2019 – 13. April 2019 1 Woche | 1                                         | Billie Eilish                             | When We All Fall Asleep, Where Do We Go?  | – |
| 14. April 2019 – 20. April 2019 1 Woche | 1                                         | Andrea Berg                               | Mosaik                                    | – |
| 21. April 2019 – 27. April 2019 1 Woche | 1                                         | PNL                                       | Deux frères                               | – |
| 28. April 2019 – 4. Mai 2019 1 Woche | 1                                         | KC Rebell                                 | Hasso                                     | – |
| 5. Mai 2019 – 11. Mai 2019 1 Woche | 1                                         | Pink                                      | Hurts 2B Human                            | – |
| 12. Mai 2019 – 18. Mai 2019 1 Woche | 1                                         | Amon Amarth                               | Berserker                                 | – |
| 19. Mai 2019 – 25. Mai 2019 1 Woche | 1                                         | Calimeros                                 | Endlos Liebe                              | – |
| 26. Mai 2019 – 1. Juni 2019 1 Woche (insgesamt 2) | 2                                         | Rammstein                                 | Unbetitelt                                | – |
| 2. Juni 2019 – 15. Juni 2019 2 Wochen | 2                                         | Patent Ochsner                            | Cut Up                                    | – |
| 16. Juni 2019 – 22. Juni 2019 1 Woche (insgesamt 2) | 2                                         | Rammstein                                 | Unbetitelt                                | – |
| 23. Juni 2019 – 29. Juni 2019 1 Woche | 1                                         | Bruce Springsteen                         | Western Stars                             | – |
| 30. Juni 2019 – 6. Juli 2019 1 Woche | 1                                         | Beatrice Egli                             | Natürlich!                                | Zum fünften Mal steht die Schlagersängerin auf Platz eins der Albumcharts. Damit ist sie die erste Schweizerin, der das in den heimischen Charts gelingt. |
| 7. Juli 2019 – 13. Juli 2019 1 Woche | 1                                         | Nekfeu                                    | Les étoiles vagabondes                    | – |
| 14. Juli 2019 – 20. Juli 2019 1 Woche | 1                                         | Semino Rossi                              | So ist das Leben                          | – |
| 21. Juli 2019 – 27. Juli 2019 1 Woche | 1                                         | Ed Sheeran                                | No.6 Collaborations Project               | – |
| 28. Juli 2019 – 3. August 2019 1 Woche | 1                                         | Sabaton                                   | The Great War                             | – |
| 4. August 2019 – 10. August 2019 1 Woche | 1                                         | Die Amigos                                | Babylon                                   | – |
| 11. August 2019 – 17. August 2019 1 Woche | 1                                         | Volbeat                                   | Rewind, Replay, Rebound                   | – |
| 18. August 2019 – 7. September 2019 3 Wochen | 3                                         | Gölä & Trauffer                           | Büetzer Buebe                             | – |
| 8. September 2019 – 14. September 2019 1 Woche | 1                                         | Lana Del Rey                              | Norman Fucking Rockwell!                  | – |
| 15. September 2019 – 21. September 2019 1 Woche | 1                                         | Fantasy                                   | Casanova                                  | – |
| 22. September 2019 – 28. September 2019 1 Woche | 1                                         | Heimweh                                   | Ärdeschön                                 | – |
| 29. September 2019 – 5. Oktober 2019 1 Woche | 1                                         | Stephan Eicher                            | Homeless Songs                            | – |
| 6. Oktober 2019 – 12. Oktober 2019 1 Woche | 1                                         | Tommy Vercetti                            | No 3 Nächt bis morn                       | – |
| 13. Oktober 2019 – 19. Oktober 2019 1 Woche | 1                                         | Capital Bra & Samra                       | Berlin lebt 2                             | – |
| 20. Oktober 2019 – 26. Oktober 2019 1 Woche | 1                                         | Dada (ante portas)                        | Hush!                                     | – |
| 27. Oktober 2019 – 2. November 2019 1 Woche | 1                                         | Alter Bridge                              | Walk the Sky                              | Die US-amerikanische Rockband erreichte erstmals in ihrer Bandgeschichte eine Chartspitze.                                                                |
| 3. November 2019 – 9. November 2019 1 Woche | 1                                         | Die Toten Hosen                           | Alles ohne Strom                          | – |
| 10. November 2019 – 16. November 2019 1 Woche | 1                                         | RAF Camora                                | Zenit                                     | – |
| 17. November 2019 – 23. November 2019 1 Woche | 1                                         | Zucchero Fornaciari                       | D.O.C.                                    | – |
| 24. November 2019 – 30. November 2019 1 Woche | 1                                         | Céline Dion                               | Courage                                   | – |
| 1. Dezember 2019 – 7. Dezember 2019 1 Woche (insgesamt 2) | 2                                         | Coldplay                                  | Everyday Life                             | – |
| 8. Dezember 2019 – 21. Dezember 2019 2 Wochen | 2                                         | Robbie Williams                           | The Christmas Present                     | – |
| 22. Dezember 2019 – 28. Dezember 2019 1 Woche | 1                                         | Philipp Fankhauser                        | Let Life Flow                             | – |
| 29. Dezember 2019 – 4. Januar 2020 1 Woche | 1                                         | Bushido & Animus                          | Carlo Cokxxx Nutten 4                     | – |

## Jahreshitparaden
| ← 2018 ← | Liste der Nummer-eins-Hits in der Schweiz | Liste der Nummer-eins-Hits in der Schweiz              | Liste der Nummer-eins-Hits in der Schweiz | 2020 →   |
| \| Singles \| Position# \| Alben \| \| -------------------------------------------------------------------------------------------------------------------------------------------------------------------------------- \| --------- \| ------------------------------------------------------ \| \| Shallow Lady Gaga & Bradley Cooper Lady Gaga, Andrew Wyatt, Anthony Rossomando, Mark Ronson \| 1 \| Unbetitelt Rammstein \| \| Old Town Road Lil Nas X Montero Hill, Trent Reznor, Atticus Ross \| 2 \| A Star Is Born (Soundtrack) Lady Gaga & Bradley Cooper \| \| Someone You Loved Lewis Capaldi \| 3 \| Cut Up Patent Ochsner \| \| Señorita Shawn Mendes & Camila Cabello Shawn Mendes, Camila Cabello, Andrew Wotman, Benjamin Levin, Ali Tamposi, Charlotte Emma Aitchison, Jack Patterson, Magnus August Høiberg \| 4 \| Büetzer Buebe Gölä & Trauffer \| \| Dance Monkey Tones and I Toni Watson \| 5 \| When We All Fall Asleep, Where Do We Go? Billie Eilish \| \| Bad Guy Billie Eilish Billie O’Connell, Finneas O’Connell \| 6 \| Bohemian Rhapsody: The Original Soundtrack Queen \| \| Sweet but Psycho Ava Max , William Lobban Bean, Andreas Andersen Haukeland, Madison Love, Henry Walter \| 7 \| The Platinum Collection Queen \| \| Calma Pedro Capó , George Noriega, Gabriel Edgar Gonzalez Perez \| 8 \| Les étoiles vagabondes Nekfeu \| \| Con calma Daddy Yankee feat. Snow Ramón Ayala, Darrin O’Brien, Juan Rivera \| 9 \| Mosaik Andrea Berg \| \| She Got Me Luca Hänni Frazer Mac, Jenson Vaughan, Jon Hällgren, Laurell Barker, Luca Hänni, Lukas Hällgren \| 10 \| No. 6 Collaborations Project Ed Sheeran \| |                                           |                                                        |                                           |          |
| ← 2018 |                                           |                                                        |                                           | → 2020 → |
| Singles | Position#                                 | Alben                                                  |                                           |          |
| Shallow Lady Gaga & Bradley Cooper Lady Gaga, Andrew Wyatt, Anthony Rossomando, Mark Ronson | 1                                         | Unbetitelt Rammstein                                   |                                           |          |
| Old Town Road Lil Nas X Montero Hill, Trent Reznor, Atticus Ross | 2                                         | A Star Is Born (Soundtrack) Lady Gaga & Bradley Cooper |                                           |          |
| Someone You Loved Lewis Capaldi | 3                                         | Cut Up Patent Ochsner                                  |                                           |          |
| Señorita Shawn Mendes & Camila Cabello Shawn Mendes, Camila Cabello, Andrew Wotman, Benjamin Levin, Ali Tamposi, Charlotte Emma Aitchison, Jack Patterson, Magnus August Høiberg | 4                                         | Büetzer Buebe Gölä & Trauffer                          |                                           |          |
| Dance Monkey Tones and I Toni Watson | 5                                         | When We All Fall Asleep, Where Do We Go? Billie Eilish |                                           |          |
| Bad Guy Billie Eilish Billie O’Connell, Finneas O’Connell | 6                                         | Bohemian Rhapsody: The Original Soundtrack Queen       |                                           |          |
| Sweet but Psycho Ava Max , William Lobban Bean, Andreas Andersen Haukeland, Madison Love, Henry Walter | 7                                         | The Platinum Collection Queen                          |                                           |          |
| Calma Pedro Capó , George Noriega, Gabriel Edgar Gonzalez Perez | 8                                         | Les étoiles vagabondes Nekfeu                          |                                           |          |
| Con calma Daddy Yankee feat. Snow Ramón Ayala, Darrin O’Brien, Juan Rivera | 9                                         | Mosaik Andrea Berg                                     |                                           |          |
| She Got Me Luca Hänni Frazer Mac, Jenson Vaughan, Jon Hällgren, Laurell Barker, Luca Hänni, Lukas Hällgren | 10                                        | No. 6 Collaborations Project Ed Sheeran                |                                           |          |